# Défense démocratique
 (février 2024).
Si vous disposez d'ouvrages ou d'articles de référence ou si vous connaissez des sites web de qualité traitant du thème abordé ici, merci de compléter l'article en donnant les références utiles à sa vérifiabilité et en les liant à la section « Notes et références ».
Défense démocratique (en grec moderne : Δημοκρατική Άμυνα) était l'une des nombreuses organisations d'opposition à la dictature des colonels en Grèce (1967-1974).
Le groupe était issu du Cercle de Recherche politique "Alexandros Papanastasiou" fondé en 1965 et dont le but était à l'origine de proposer des solutions aux problèmes socio-économiques de la Grèce.
Sans véritable leader au départ, après plusieurs vagues d'arrestations de militants, les membres choisirent pour dirigeant symbolique Georges Iordanidis, général en retraite.
À l'origine d'attentats contre des entreprises soutenant économiquement la junte, l'organisation fut démantelée et ses cadres condamnés à de lourdes peines d'emprisonnement en 1970.
Défense démocratique compta notamment parmi ses membres Costas Simitis, futur Premier Ministre et Níkos Konstantópoulos, futur président du parti de gauche Synaspismós.